# دید (معنویت)

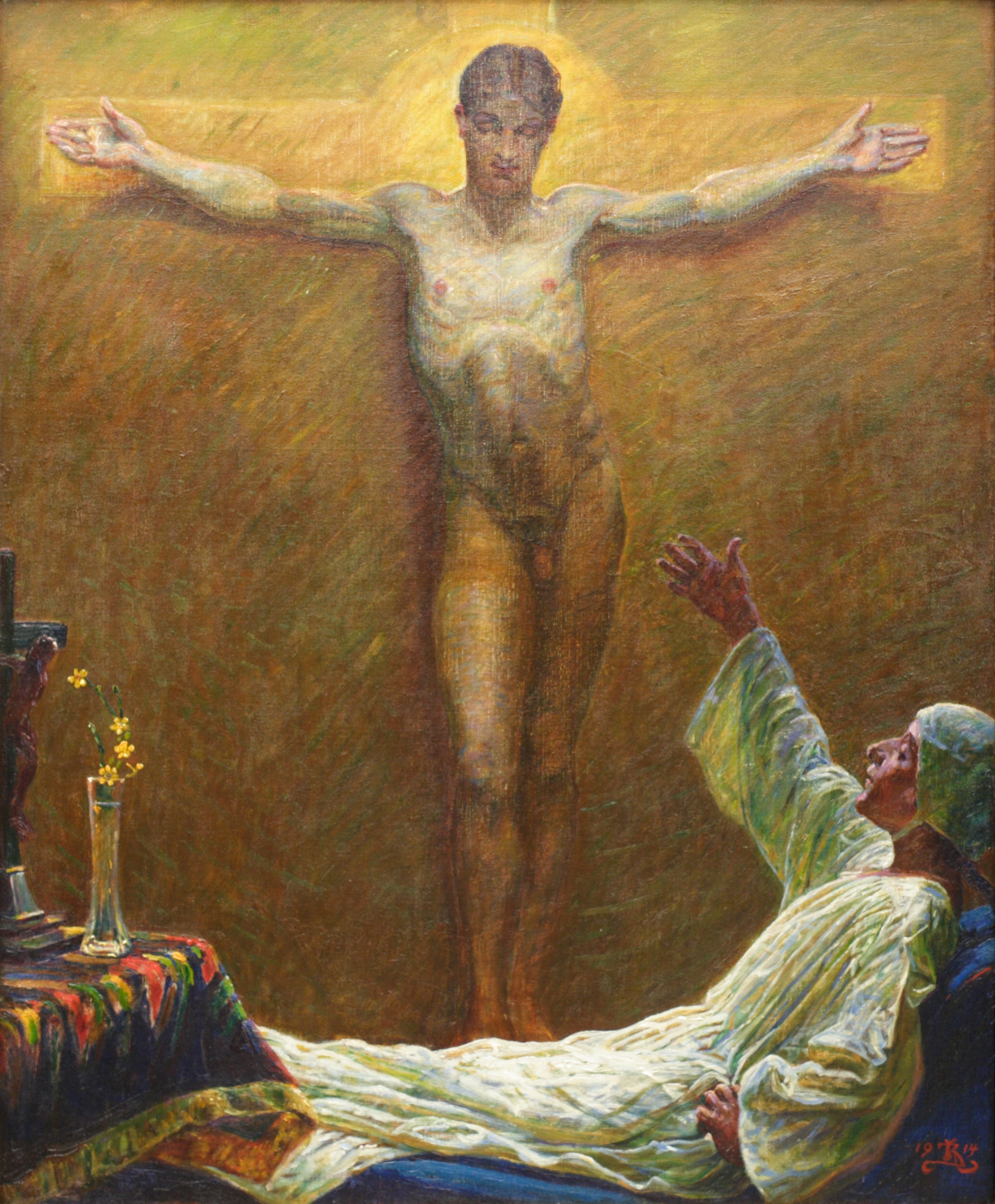
دید (معنویت)

دید (انگلیسی: Vision) چیزی است که در رؤیا دیده می‌شود، خلسه، یا جذبه مذهبی، به ویژه ظاهری فراطبیعی که معمولاً وحی یا مکاشفه (مذهب) را می‌رساند. دیدها عموماً وضوح بیشتری نسبت به رؤیا‌ها دارند، اما به‌طور سنتی مفاهیم روانشناختی کمتری دارند. رؤیاها از سنت‌های معنوی سرچشمه می‌گیرند و می‌توانند چشم‌اندازی به ماهیت و واقعیت انسان ارائه دهند. نبوت اغلب با رؤیا همراه است.